# Copa de Europa de baloncesto 1959-60
La temporada 1959-60 de la Copa de Europa (la máxima competición de clubes de baloncesto de Europa) fue la 3.ª edición de la Copa de Europa y la organizó la Federación Internacional de Baloncesto (FIBA).  Fue ganada por el ASK Riga por tercera vez consecutiva ganando los dos partidos de la final contra el Dinamo Tbilisi (61–51 y 69–62). Anteriormente, habían ganado al Slovan Orbis Prague checoslovaco en semifinales y al AŠK Olimpija yugoslavo en cuartos de final.

## Ronda preliminar
| Equipo            | Resultado | Equipo            | Ida   | Vuelta |
| ----------------- | --------- | ----------------- | ----- | ------ |
| Marocaine         | 95–92     | Académica Coimbra | 54–48 | 41–44  |
| PAOK              | 121–159   | Steaua Bucureşti  | 61–80 | 60–79  |
| Wissenschaft      | 125–188   | Pantterit         | 88–84 | 66–78  |
| Simmenthal Milano | 0–4*      | Union Babenberg   | 0–2   | 0–2    |
| Heidelberg        | 90–113    | Urania Geneva     | 46–55 | 44–58  |
| Rou'de Le'w Kayl  | 92–137    | Roanne            | 47–60 | 45–77  |
| Fenerbahçe        | 4–0**     | Maccabi Tel Aviv  | 2–0   | 2–0    |

*Originalmente, el campeón de la Liga Italiana era encuadrado a jugar contra el campeón de Austria. El campeón ese año fue el Simmenthal Milano pero le prohibieron participar en competiciones europeas. Desde la Federación Italiana se negaron a nombrar a otro participante con lo que se le dieron por ganados ambos partidos al Union Babenberg.
**El Maccabi Tel Aviv se retiró antes de la competición debido a problemas internos con lo que se le dieron por ganados ambos partidos al Fenerbahçe.

## Octavos de final
| Equipo           | Resultado | Equipo              | Ida   | Vuelta |
| ---------------- | --------- | ------------------- | ----- | ------ |
| Union Babenberg  | 134–184   | AŠK Olimpija        | 83–84 | 51–100 |
| Fenerbahçe       | 116–139   | Akademik            | 61–69 | 55–70  |
| Marocaine        | 126–180   | FC Barcelona        | 65–82 | 61–98  |
| Pantterit        | 162–184   | Polonia Warsaw      | 84–88 | 78–96  |
| Urania Geneva    | 128–148   | Slovan Orbis Prague | 54–62 | 74–80  |
| Roanne           | 115–109   | Antwerpse           | 54–53 | 61–56  |
| Steaua Bucureşti | 155–173   | Dinamo Tbilisi      | 87–83 | 68–90  |

Automáticamente clasificado para los cuartos de final
- ASK Riga (Campeón actual)

## Cuartos de final
| Equipo         | Resultado | Equipo              | Ida   | Vuelta |
| -------------- | --------- | ------------------- | ----- | ------ |
| Dinamo Tbilisi | 145-136   | Akademik            | 76-64 | 69–72  |
| FC Barcelona   | 105–114   | Polonia Warsaw      | 64–65 | 41–49  |
| AŠK Olimpija   | 142–174   | ASK Riga            | 79–95 | 63–79  |
| Roanne         | 120–124   | Slovan Orbis Prague | 68–59 | 52–65  |

## Semifinales
| Equipo         | Resultado | Equipo              | Ida   | Vuelta |
| -------------- | --------- | ------------------- | ----- | ------ |
| Dinamo Tbilisi | 152–126   | Polonia Warsaw      | 88–65 | 64–61  |
| ASK Riga       | 151–114   | Slovan Orbis Prague | 82–55 | 69–59  |

## Final
| Equipo         | Resultado | Equipo   | Ida   | Vuelta |
| -------------- | --------- | -------- | ----- | ------ |
| Dinamo Tbilisi | 113–130   | ASK Riga | 51–61 | 62–69  |

| Campeones de la Copa de Europa 1959-60 |
| -------------------------------------- |
| ASK Riga Tercer título                 |